# Floorball-Bundesliga 2019/20
Die Floorball-Bundesliga 2019/20 war die 26. Spielzeit um die deutsche Floorball-Meisterschaft auf dem Großfeld der Herren. Titelverteidiger war der MFBC Leipzig.
Die Saison begann am 14. September 2019 und wurde am 13. März 2020 aufgrund der Corona-Pandemie vor Ende der Hauptrunde ohne Meister abgebrochen.

## Teilnehmer
- UHC Sparkasse Weißenfels
- MFBC Leipzig (Meister)
- Red Devils Wernigerode
- ETV Piranhhas Hamburg
- DJK Holzbüttgen
- Berlin Rockets
- VfL Red Hocks Kaufering
- Floor Fighters Chemnitz
- TV Schriesheim (Aufsteiger)
- SSF Dragons Bonn (Aufsteiger)

## Modus
In der Hauptrunde spielt jedes Team jeweils zweimal (Hin- und Rückspiel) gegen jedes andere. In den Play-offs spielt zunächst der 3. gegen den 6. und der 4. gegen den 5. in einem Best-of-3-Modus. Die beiden Gewinner spielen dann gegen den 2. bzw. 1. um den Finaleinzug. Im Finale wird dann der Deutsche Floorball-Meister ermittelt.
Die letzten vier Mannschaften der Tabelle nach der Hauptrunde müssen in die Play-downs. Dort spielt der 7. gegen den 10. und der 8. gegen den 9. in einem Best-of-3-Modus. Dabei erhält der niedriger Platzierte im 1. Spiel das Heimrecht. Die beiden Verlierer spielen dann ebenfalls in einem Best-of-3-Modus. Jener Verlierer steigt ab und der Gewinner kämpft dann gegen den Gewinner der Play-offs der 2. Bundesligen um den Ligaerhalt.

## Tabelle
| Pl. | Verein                   | Sp. | S  | U | N  | SDS | SDN | Tore    | Diff. | Pkt. |
| --- | ------------------------ | --- | -- | - | -- | --- | --- | ------- | ----- | ---- |
| 01. | UHC Sparkasse Weißenfels | 17  | 14 | 1 | 1  | 1   | 0   | 141:750 | +66   | 45   |
| 02. | MFBC Leipzig (M)         | 17  | 11 | 2 | 3  | 1   | 0   | 172:980 | +74   | 37   |
| 03. | Floor Fighters Chemnitz  | 17  | 10 | 0 | 6  | 0   | 1   | 140:104 | +36   | 31   |
| 04. | TV Schriesheim (N)       | 17  | 8  | 0 | 6  | 2   | 1   | 101:110 | 0–9   | 29   |
| 05. | DJK Holzbüttgen          | 16  | 6  | 1 | 5  | 2   | 2   | 120:120 | 0±0   | 25   |
| 06. | ETV Piranhhas Hamburg    | 17  | 5  | 0 | 8  | 0   | 4   | 98:118  | −20   | 19   |
| 07. | VfL Red Hocks Kaufering  | 17  | 5  | 1 | 9  | 1   | 1   | 88:126  | −38   | 19   |
| 08. | Red Devils Wernigerode   | 17  | 3  | 1 | 9  | 3   | 1   | 85:127  | −42   | 17   |
| 09. | SSF Dragons Bonn (N)     | 16  | 4  | 0 | 10 | 2   | 0   | 92:121  | −29   | 16   |
| 10. | Berlin Rockets           | 17  | 2  | 0 | 11 | 1   | 3   | 72:110  | −38   | 11   |

| Legende                                    |
| ------------------------------------------ |
| Teilnahme an den Play-Offs (ab Halbfinale) |
| Teilnahme an den Play-Offs (ab Vorrunde)   |
| Teilnahme an den Play-downs                |
| (M) Titelverteidiger                       |
| (P) Pokalsieger                            |
| (N) Aufsteiger                             |

## Auf- und Abstiegsregelung
Durch den Abbruch des Spielbetriebs konnten neben dem 16. Spieltag auch die Play-offs und Play-downs nicht stattfinden. Am 2. Mai gab Floorball Deutschland bekannt, dass die 1. Floorball-Bundesliga auf 12 Teams aufgestockt werde. Blau-Weiß 96 Schenefeld und SC DHfK Leipzig, die zum Zeitpunkt des Saisonabbruchs den 1. Platz in den Staffeln der 2. Bundesligen belegten, werden zur Saison 2020/21 aufsteigen. Einen Absteiger wird es nicht geben.